# 応声寺 (館林市)
應聲寺（おうしょうじ）は、群馬県館林市西本町にある時宗の寺院。

## 歴史
1306年（嘉元4年）、他阿真教によって開山された。他阿真教は時宗の遊行上人（法主）であり、念仏道場として創建したのが当寺の起源である。元々は同市城町に位置していたが、館林藩の藩主榊原康政の館林城整備工事に伴い移転、延宝年間（1673年 - 1681年）に現在地に移転した。
当初の名称は「長福寺」であった。ところが1716年（享保元年）、紀州藩の藩主だった徳川吉宗が第8代将軍の位に就き、長男の長福丸（後の第9代将軍徳川家重）が将軍世子となった。将軍世子と同名になってしまったため、幕府に憚って「應聲寺」に改称した（避諱）。
当寺では館林城築城以来、城下町の時報を担当していた。当初は太鼓であったが、後に鐘に変更された。

## 文化財

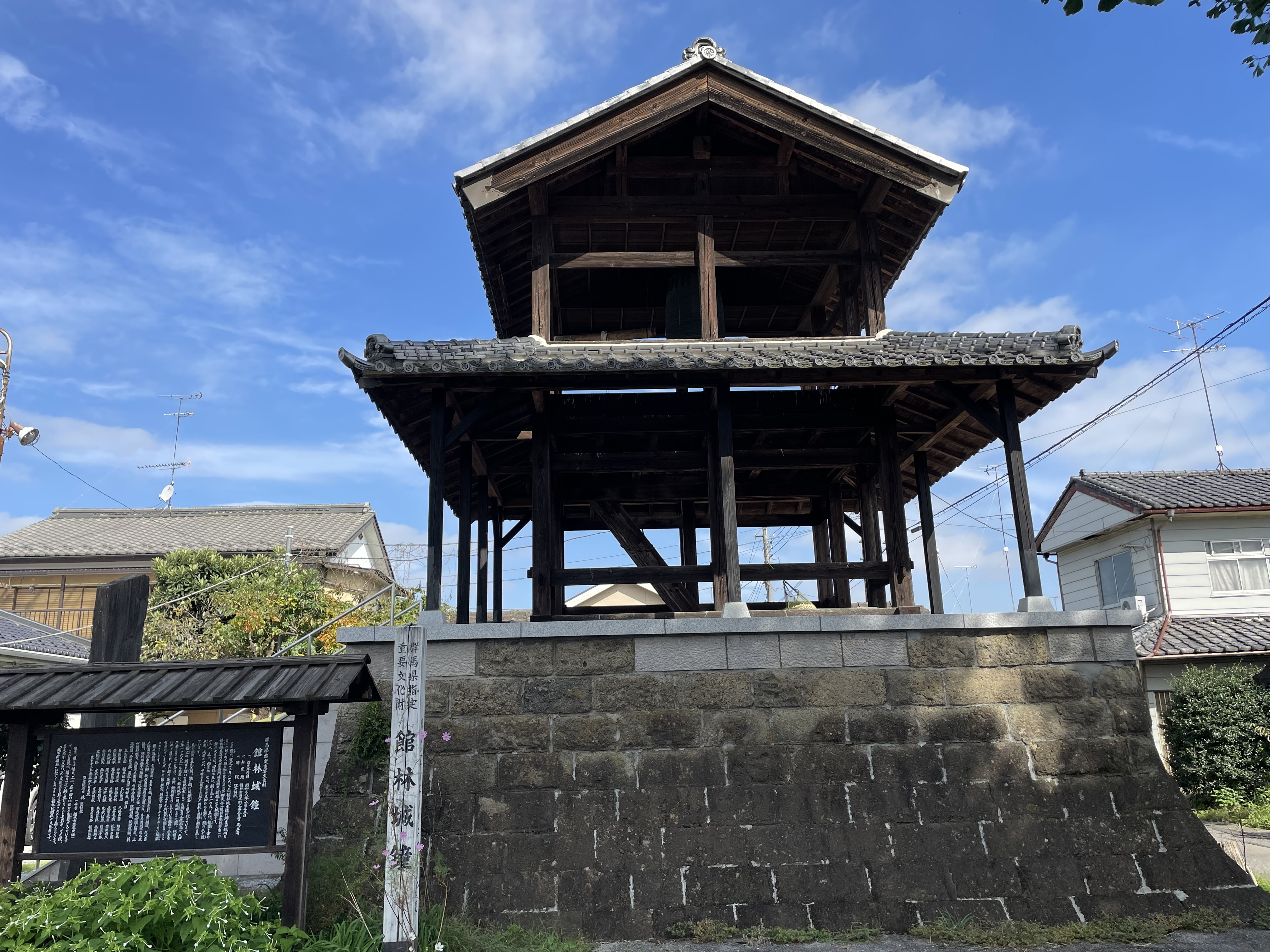
館林城鐘（群馬県指定重要文化財 昭和28年8月25日指定）

## 交通アクセス
- 館林駅より徒歩9分。